# João Lopes Filho
João Lopes Filho (Ribeira Brava, c. 1943) é um professor universitário, antropólogo, historiador, romancista e investigador cabo-verdiano.
É o principal investigador de antropologia e etnologia do país, sendo também um dos seus mais premiados investigadores, sendo autor de quase trinta livros.
Além de docente da Universidade de Cabo Verde (Uni-CV), preside a Fundação João Lopes para Artes e Literatura e a Academia das Ciências e Humanidades de Cabo Verde.

## Biografia
Filho de João Lopes, um jornalista e proeminente escritor do movimento claridoso da ilha de São Vicente, João Lopes Filho nasceu no concelho da Ribeira Brava, em Fajã de Cima, nas cercanias do ano de 1950.
Foi mandado ainda na adolescência para Santarém para estudar engenharia agrícola na Escola Agrícola de Santarém (atual Instituto Politécnico de Santarém). Diplomou-se ainda em administração, pela Universidade Nova de Lisboa, e obteve as licenciaturas em ciências antropológicas e etnológicas e em ciências sociais e políticas, pelo Instituto Superior de Ciências Sociais e Políticas da Universidade Técnica de Lisboa (UTL; atual Universidade de Lisboa). Obteve seu grau de doutor em antropologia, com especialidade em etnologia e agregação em estudos africanos, também pela UTL.
Tornou-se docente do ensino superior nas licenciaturas em Cabo Verde ainda na década de 1980, na Escola de Formação de Professores e Educadores do Ensino Secundário (EFPES) e depois no Instituto Superior de Educação (ISE), participando inclusive da comissão de instalação da Uni-CV; passou a ser diretor da Comissão Coordenadora e docente do mestrado em património, turismo e desenvolvimento, da Universidade de Cabo Verde.
Aceitou posteriormente o convite para ser docente da licenciatura e de vários programas de pós-graduação na Universidade Nova de Lisboa e na Universidade de Évora.
Em 2004 foi galardoado com a Medalha de 1.ª Classe da Ordem do Vulcão, concedida pelo presidente da República de Cabo Verde, a maior honraria civil do país.
Em 2011, após ganhar o Prémio Sonangol de Literatura, pelo romance Percursos & Destinos, funda a Fundação João Lopes para Artes e Literatura com o valor de cinquenta mil dólares que arrecadou, dando à fundação o nome do seu pai.
Em janeiro de 2014 foi nomeado pelo Ministério da Educação de Cabo Verde para presidir o processo eleitoral nas primeiras eleições diretas para reitor da Uni-CV.
Em 2015, juntamente com o ex-reitor da Universidade Jean Piaget de Cabo Verde Jorge Sousa Brito, fundou a Academia das Ciências e Humanidades de Cabo Verde.